# همه‌چیز، همه‌چیز (کتاب)
«همه‌چیز، همه‌چیز» (انگلیسی: Everything, Everything) یک کتاب از نیکولا یون است که در سال ۲۰۱۵ منتشر و در زمرهٔ فهرست کتاب‌های پرفروش نیویورک تایمز قرار گرفت. در سال ۲۰۱۷ نیز بر پایهٔ این اثر، اقتباسی سینمایی با همین عنوان بر پردهٔ سینما رفت.